# Sans Atout et le Cheval fantôme
Sans Atout et le Cheval fantôme est un roman policier pour la jeunesse de Boileau-Narcejac, publié en 1971 par Hatier / Rageot jeunesse. C'est le premier roman de la série de huit consacrée aux aventures de Sans-Atout. Considéré comme un classique de la littérature policière jeunesse, il est souvent proposé à l'étude dans le cadre du parcours scolaire, en France.

## Résumé
François Robion est un adolescent parisien de 15 ans. Un jour, un de ses professeurs déclare que le sens de l'ordre est le meilleur atout dans la vie. Or François est très désordonné, au grand désespoir de sa mère. C'est pour cela qu'on lui a donné le sobriquet de « Sans Atout ». La famille de François possède un château en Bretagne, dans le Finistère: le château de Kermoal. Ce château est gardé par monsieur et madame Jaouen et leur fils Jean-Marc, que François considère comme des membres de sa famille. N'ayant pas le temps de s'occuper de la bâtisse, le père de François, un célèbre avocat, décide de se séparer . 
François est très triste et part pour ses dernières vacances à Kermoal, le cœur serré. Il est bien décidé à dissuader tout éventuel acheteur. En arrivant au château, les Jaouen ont un comportement étrange. François ne tarde pas à en découvrir la raison : depuis une semaine, tous les soirs à minuit, on entend le bruit d'un cheval dans la lande, sans voir d'animal pour autant. La rumeur d'un cheval-fantôme se répand. Très surpris et sceptique, François décide de mener l'enquête pour comprendre la vérité.
Il interroge l'abbé Flohic. Ce dernier lui raconte une légende locale concernant des faits qui se seraient déroulés à la chapelle Pardon, à Kermoal. En rentrant, un certain Van der Troost attend pour visiter le château. Il est hollandais et contrairement aux autres acheteurs, il semble réellement s'intéresser à Kermoal sans vouloir le faire raser. Mais Sans-Atout ne tarde pas à découvrir que Van der Troost n'est pas étranger à l'affaire du cheval fantôme. Il s'est même servi de son ami Jean-Marc Jaouen, qui a été très crédule.
Une nuit, Sans-Atout décide d'inspecter le jardin après la venue du cheval. Il y découvre un homme blessé et inconscient qui a dans sa main un bouton de métal, et dans sa poche une statuette en or représentant un cheval. Le lendemain matin, alors que Jean-Marc veille sur lui, le blessé disparaît mystérieusement.
Très vite, il se rend compte que le bouton de métal vient du manteau d'Heinrich, le chauffeur de Van der Troost. Seul et sans prévenir quiconque, Sans-Atout se rend à la villa « Les Mouettes » où vit le Hollandais. Il entre sans se faire repérer et découvre le blessé inconnu qui dort. Van der Troost et Heinrich arrivent. N'ayant pas le temps de s'enfuir, Sans-Atout se cache derrière le rideau. Les trois hommes se mettent à parler en allemand et ouvrent une bouteille de champagne. Sans-Atout réussit à comprendre trois mots : Burg, Kapelle et Altar (château, chapelle, autel). Non sans peine, François réussit à s'éclipser discrètement, sans se faire dévorer par le féroce chien de Van der Troost.
Il rentre à Kermoal et découvre le pot aux roses : sous l'autel de la chapelle Pardon, il y a un souterrain secret, avec deux galeries. L'une mène à un ancien bunker allemand rempli d'objets et bijoux de valeur ayant appartenu au grand-père de Sans-Atout et dont Van der Troost avait entrepris de s'emparer, l'autre va tout droit au laboratoire de Jean-Marc ; c'est lui qui avait créé un fantôme depuis une installation de son et lumière. Le trésor familial retrouvé grâce à Sans-Atout permettra de ne plus avoir à vendre le château.

## Écriture et publication
Sans Atout et le cheval fantôme s'inscrit parmi les premières collections de littérature policière enfantines, dans les années 1970. Ces collections reprennent des éléments qui font le succès du genre chez les adultes, notamment le format poche. Publié pour la première fois en 1971, Sans Atout et le cheval fantôme est régulièrement réédité au catalogue de Gallimard et de sa filiale Folio jeunesse.

## Analyse
Le nom du héros est un double jeu de mots : François est aussi très intelligent et perspicace et, au bridge, l'annonce « sans atout » est l'enchère (bridge) la plus forte.
Le roman offre une vision légèrement misogyne, en effet les personnages masculins sont globalement sceptiques face à la manifestation du « cheval fantôme » tandis que Marguerite, la femme de chambre du château, est réellement terrorisée. Il montre aussi un certain parisianisme : le château sert de résidence de vacances à la riche famille de François, les Bretons qui s'occupent du château (les Jaouen) sont abusés, la femme de chambre est crédule et les légendes bretonnes locales autour des chevaux-fantômes servent d'appui à la tromperie mise en place par Van der Troost. 

## Réception et influence
Le roman reçoit un très bon accueil, Raymond Perrin estimant (entre autres) dans son étude du polar jeunesse qu'il représente l'une des œuvres les plus originales et passionnantes des premières collections policières. Ce roman est devenu un classique, souvent étudié dans un but pédagogique à l'école.